# Pierre-François Basan
Pour les articles homonymes, voir Basan.
Pierre-François Basan, né à Paris le 23 octobre 1723 où il est mort le 12 janvier 1797, est un graveur, éditeur et marchand d'estampes français.

## Biographie
Son père, Claude-Pierre Basan, est marchand de vin ; sa mère, Nicole Charpizaux, a pour cousin le graveur Étienne Fessard (1714-1774), à qui le jeune Pierre-François est confié pour des leçons de dessin et de gravure. Il poursuit son apprentissage chez le graveur Jean Daullé.
À partir de 1747, il est graveur chez l’éditeur d’estampes Michel Odieuvre, pour lequel il grave de nombreux portraits. De 1750 à 1754, il participe à deux grandes entreprises de gravure de reproduction : la Galerie du comte de Brühl et la Galerie royale de Dresde ; il est un des graveurs de l’Histoire naturelle de Buffon. Il épouse en 1751 Marie Drouet, fille d’un chapelier d’Angers, orpheline, et qui a pour tuteur le graveur Noël Le Mire. Ils auront trois enfants.
À partir de 1754, il se consacre à l’édition et au commerce d’estampes, ne gravant qu’occasionnellement. Il constitue un réseau commercial aux dimensions européennes, en associant à ses affaires son gendre Étienne-Léon Poignant, neveu d’Étienne Fessard. La société Basan-Poignant fonctionne jusqu’en 1788.

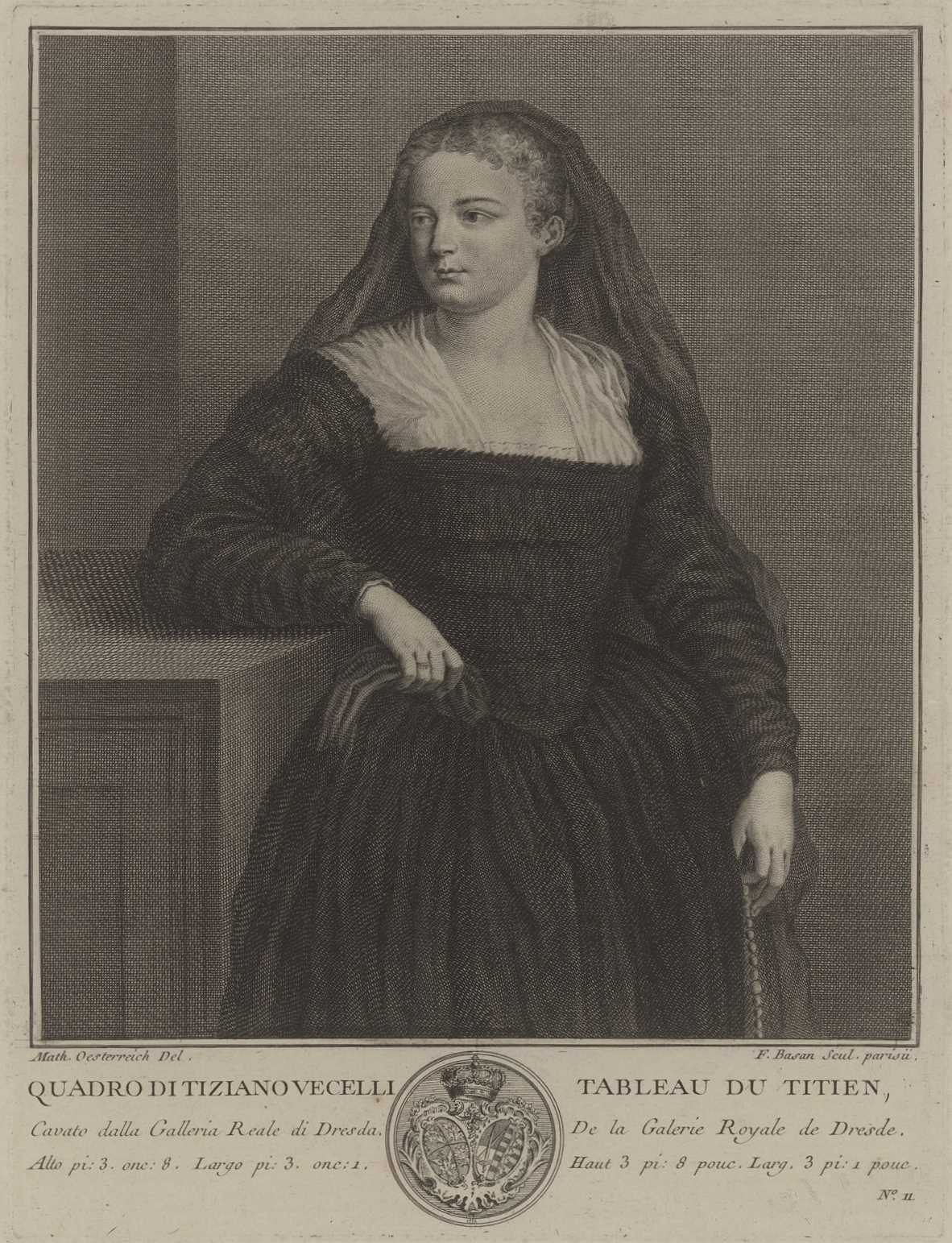
Gravure de 1756 d'après Portrait d'une dame en deuil du Tintoret (le tableau avait été mal attribué).

Basan n’édite pas les œuvres des graveurs les plus connus et fait travailler les graveurs de sa génération : Le Mire bien sûr, Beauvarlet, Wille, Choffard, Louis Michel Halbou, Le Veau parmi les plus sollicités, ou des graveurs plus jeunes, notamment Alix, Maurice Blot, Louis-Charles Château (1757-vers 1791), Jean-Louis Delignon (1755-vers 1804), les frères Carl Guttenberg et Heinrich Guttenberg, Thérèse-Éléonore Lingée, Charles-François-Adrien Macret (1751-1783), Pierre Maleuvre (1740-1803), Pietro Antonio Martini (1739-1797) ou Charles Emmanuel Patas (1744-1802).

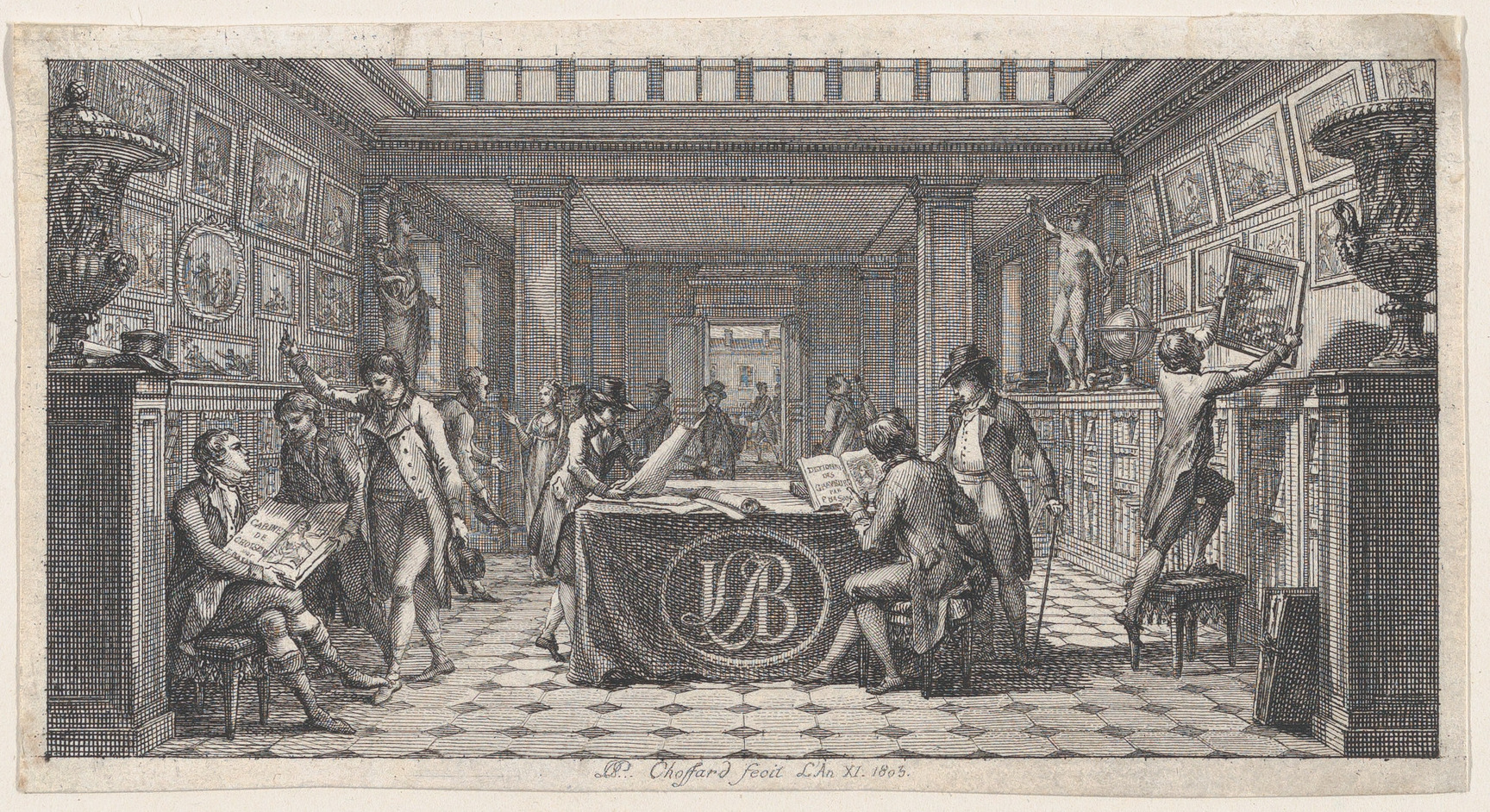
Pierre-Philippe Choffard, La Boutique de Henri-Louis Basan à l’hôtel Serpente [en 1802], gravure exécutée en 1805.

L'apparence, sans doute idéalisée, de la boutique de Basan, est connue par une gravure de Pierre-Philippe Choffard, La Boutique de Basan à l’hôtel Serpente, vignette placée en tête du catalogue du fonds d'estampes de Henri-Louis Basan (avant 1759 - vers 1812) , dispersé en 1802. 
Basan publie de 1761 à 1779 six volumes appelés « L’Œuvre de Basan », où il regroupe plusieurs centaines d’estampes, reproduisant les œuvres de grands maîtres hollandais, flamands, français, italiens et allemands (ses propres gravures y occupent une place minime). Il réunit également près de cinq mille plaques de cuivre, dont celles de Rembrandt : en 1786, Basan achète 78 cuivres originaux de Rembrandt à la vente aux enchères du collectionneur et graveur français Watelet et publie dans la foulée Recueil de quatre-vingt-cinq estampes originales... par Rembrandt, ouvrage qui sera édité pendant plus d'un siècle. Il publie ces planches de 1789 à 1797 en plusieurs éditions d’un recueil connu sous le nom de « recueil Basan » (certains cuivres de Rembrandt ont été retouchés par un certain Auguste Jean, un « restaurateur » travaillant pour Basan). Au XIXe siècle, le fils de Basan, Henri-Louis, retoucha de nouveau les plaques et, en 1807-1808, édita à son tour un recueil.
En association avec Le Mire, il publie de 1767 à 1771 une édition in-quarto des Métamorphoses d’Ovide en 4 volumes chez Jean-Baptiste Despilly et Noël-Jacques Pissot, accompagné d'une biographie de l'auteur par l'abbé Goujet et illustrée par les meilleurs graveurs de l’époque. Il édite également deux recueils d’estampes reproduisant des tableaux conservés dans des collections privées, le « Cabinet Choiseul » en 1771 et le « Cabinet Poullain » en 1781. 
Il devient, en mettant à profit les connaissances acquises dans son commerce, l’un des experts les plus recherchés de Paris tant pour les inventaires après décès que pour l’organisation de ventes aux enchères et la rédaction de catalogues : notamment la vente Mariette (1775), la vente J. Danser Neyman (1776), la vente marquis de Ménars (1782). Il publie en 1767 l'un des tout premiers Dictionnaire des graveurs, réédité en 1789. 

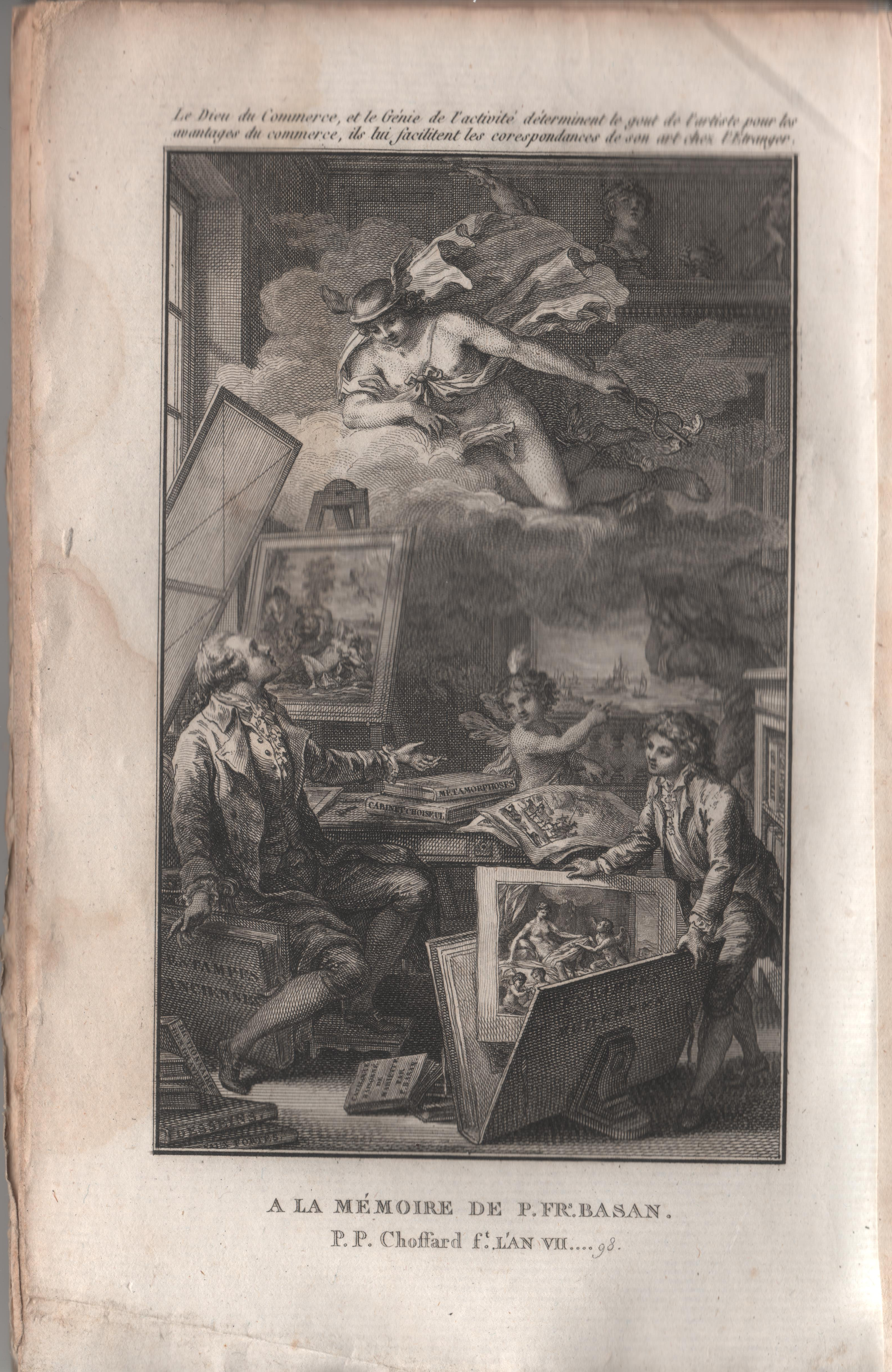
Pierre-Philippe Choffard, À la mémoire de P. F. Basan, dans Catalogue raisonné d'un choix précieux de dessins et d'une nombreuse et riche collection d’estampes… livres à figures… tableaux et autres objets curieux… qui composoient le cabinet de feu Pierre-François Basan père, par François-Léandre Regnault-Delalande, Paris, 1798.

Il perd sa femme en 1788 et se retire des affaires à la fin de 1789. Ses deux fils, Antoine-Simon-Ferdinand et Henry-Louis lui succèdent (l’entreprise perdure jusqu’en 1809). Il meurt le 12 janvier 1797 (22 nivôse an V).
La collection de Pierre-François Basan est dispersée aux enchères en décembre 1798.
Le musée du Louvre conserve un buste de lui par Augustin Pajou, réalisé en 1768.

## Œuvre

### Ouvrages
- Dictionnaire des graveurs anciens et modernes depuis l'origine de la gravure, avec une notice des principales estampes qu'ils ont gravées : suivi du Catalogue des œuvres de Jacques Jordans et de Corneille Visscher, Paris, Lormel, 1767, in-8 ; réédition, 1789 — lire en ligne.
- Catalogue des estampes gravées d'après Rubens, avec une méthode pour blanchir les estampes les plus rousses, et en ôter les taches d'huile, nouvelle édition, Paris, 1767, in-12.

### Ouvrages édités par Basan
- Giuseppe Galli Bibiena, Architetture, e prospettive dedicate alla maesta di Carlo Sesto imperador de' Romani da Giuseppe Galli Bibiena, suo primo ingegner teatrale, ed architetto, Paris, s.d[8].
- Ovide, Les Métamorphoses en latin et en françois, de la traduction de M. l'abbé Banier,… avec des explications historiques, Paris, 1767-1771, 4 vol[9].
- Recueil d'estampes gravées d'après les tableaux du cabinet de monseigneur le duc de Choiseul, Paris, 1771 (dit « Cabinet Choiseul » : portrait d’Étienne François de Choiseul en frontispice, dédicace, texte descriptif gravé, suivi de 128 estampes).
- Anne Claude de Caylus, Recueil de trois cent têtes et sujets de composition gravés par M. le comte de Caijlus d'après les pierres gravées antiques du cabinet du roi, Paris, 1775.
- Œuvre de F.E. Weïrotter, peintre allemand, mort à Vienne en 1771 ; contenant près de deux cent paysages & ruines, dessinés d'après nature, tant en France, qu'en Italie, & gravés à l'eau-forte avec beaucoup de goût par lui-même, Paris, 1775
- Collection de cent-vingt estampes, gravée d’après les tableaux et les dessins qui composoient le cabinet de M. Poullain… précédée d'un abrégé historique de la vie des auteurs qui la composent … Cette suite a été exécutée sous la direction du sieur Fr. Basan … par de jeunes artistes des deux sexes, dont les talens se font connoître et accroissent de jour en jour, Paris, 1781 (dit « Cabinet Poullain », gravures de François Godefroy, Heinrich Guttenberg, Charles-François-Adrien Macret, Alexandre Moitte, Carl Wilhelm Weisbrod)).
- Œuvres de Jean-Baptiste le Prince… contenant plus de cent soixante planches gravées à l'eau forte, et à l'imitation des dessins lavés au bistre; … représentant divers costumes … de différens peuples du Nord, Paris, 1782.
- Recueil d’antiquités romaines, ou voyage d’Italie composé de 60 planches, dans lequel on trouve divers vases,. autels, trépieds, arabesques et autres sujets gravés d'après les dessins que différens artistes ont fait pendant leur séjour en Italie, lesquels jusqu'à présent n'ont point encore été gravés, Paris, s.d.

### Principaux catalogues de ventes édités par Basan
- Catalogue des tableaux de Dietricy, et autres maîtres, et de plusieurs desseins et estampes encadrées, et en volumes… dont la vente se fera le mardi 17 mars 1767
- Catalogue de tableaux, dessins et estampes de choix de différents maîtres dont la vente se fera le lundi 21 mars 1768 (collection Huquier)
- Catalogue d'une grande quantité de planches gravées par ou d'après différens grands-maîtres : la vente se fera le 17 août 1768 (collection Pierre-Jean Mariette)
- Catalogue de dessins et estampes des plus grands maîtres des écoles italienne, flamande et françoise dont la vente se fer le jeudi 28 septembre 1769 (collection Pasquier)
- Catalogue d’estampes des plus grands maîtres italiens, flamands et françois, du cabinet de feu. Louis de Surugue père, graveur… dont la vente se fera le lundi 20 novembre 1769
- Catalogue d’une collection d’estampes de choix, des plus célèbres graveurs italiens, flamands et françois, de divers paysages et oiseaux peints à gouazze, et autres dessins et estampes montés sous verres avec des bordures dorées… Du cabinet de M*** dont la vente commencera le mardi 13 mars 1770 (collection Bailly)
- Catalogue des estampes, dessins et planches gravées, trouvés au décès de M. Fabre, marchand d’estampes à Paris, dont la vente se fera le 2 mai 1771
- Catalogue des tableaux du cabinet de feu M. Louis-Michel Vanloo… dont la vente se fera le 14 décembre 1772
- Catalogue des sculptures, peintures, gravures de l’attelier et cabinet de feu M. Vassé… dont la vente se fera le mercredi 20 janvier 1773 (collection Vassé, sculpteur)
- Catalogue d'un cabinet d'artiste, composé de tableaux, desseins, estampes, bronzes, livres d'architecture & autres, porcelaines, et différentes curiosités de l'art… dont la vente se fera le mardi 9 février 1773 (collection Aubry)
- Catalogue d'une très belle collection de tableaux… rassemblés par un artiste, dont la vente se fera le lundi 11 janvier 1773 (M. Favre, peintre à gouache)
- Catalogue d’estampes des plus grands maîtres italiens, flamands et françois, de divers recueils d'estampes, d'architecture de différents maîtres, et autres traités sur les arts, dépendants de la succession de M. Mariette… dont la vente commencera le 1er février 1775 (collection Pierre-Jean Mariette)
- Catalogue d’une belle collection de dessins italiens, flamands, hollandois et françois, ainsi que de plusieurs tableaux, estampes, volumes d’antiquités… Le tout rassemblé avec soins et dépenses par M. Neyman, amateur à Amsterdam, dont la vente se fera à Paris, vers la fin du mois de juin 1776[10].
- Catalogue du cabinet de M. D*** amateur… volumes d’estampes… dont la vente se fera le lundi 5 mais 1777 (collection Delorme)
- Catalogue de tableaux des trois écoles, pastels, gouaches, miniatures, dessins à l’acquarelle… peintures en émail, de très belles estampes en feuilles et en volumes… figures de bronze, de marbre, terre cuite et plâtre, beaux vases de porcelaine, et autres objets qui composent le cabinet de M. de P***. La vente se fera le 9 mars 1779 (collection Peters)
- Vente d’une superbe collection de tableaux, estampes, marbre, porcelaine ;, laquelle commencera le 15 novembre 1779 (collection de Ghendt)
- Catalogue de tableaux,… après le décès de feu M. Pierre-Etienne Moitte… Vente 14 novembre 1780
- Catalogue des différens objets de curiosités dans les sciences et les arts qui composent le cabinet de feu M. le marquis de Ménars… dont la vente se fera vers la fin de février 1782
- Vente après le décès de M. Jean-Jacques Flipart, graveur du roi, consistant en planches gravées & estampes de différens maîtres, dont beaucoup de pièces modernes des graveurs les plus célèbres du jour, la plupart avant la lettre… laquelle vente commencera le jeudi 21 novembre 1782
- Catalogue de tableaux, dessins, etc. qui composent le cabinet de M. W*** contenant un choix des meilleurs maitres italiens, flamands, allemands et françois dont la vente s’en fera le lundi le 6 décembre 1784 (collection du graveur Wille)